# کنانه بن ربیع
کنانه بن ربیع بن ابی الحقیق  شوهر سابق صفیه دختر حیی بن اخطب دهمین زن محمد و رئیس قبیله خیبر بوده است که در جریان جنگ خیبر،کشته شد.

## شکنجه و اعدام
ویلیام مونتگمری وات می‌نویسد که محمد، دستور داده بود که کنانه را برای افشای جای گنج‌ها، شکنجه داده شود.

### روایت واقدی
واقدی آورده است: چون این گنج پیدا شد، پیامبر دستور داد زبیر کنانه را شکنجه دهند تا هر چه که پیش او است به دست آورد. زبیر کنانه را شکنجه داد: حتی سنگ آتش زنه‌ای را روی سینه او گذاشت. سپس پیامبر به زبیر دستور دادند تا کنانه را به محمد بن مسلمه بسپارند تا او را در مقابل خون برادرش محمود بن مسلمه بکشد، و محمد بن مسلمه او را کشت. و هم دستور داد تا برادر دیگر را هم شکنجه دهند و سپس او را به وارثان بشر بن براء سپرد تا به عوض خون او بکشندش و او هم کشته شد و گویند گردنش را زدند. پیامبر در قبال این کار آنها اموالشان را حلال کرد و زن و فرزندانشان را به اسارت گرفت.

### روایت طبری
ابن اسحاق گوید: کنانه بن ربیع بن ابی الحقیق را که گنج بنی نضیر پیش او بود به نزد پیغمبر آوردند و محل گنج را از او پرسید و کنانه انکار کرد آنگاه یکی از یهودیان را پیش پیغمبر آوردند که گفت:«امروز کنانه را دیدیم که اطراف فلان خرابه می‌گشت.» پیغمبر به کنانه گفت:« اگر گنج را پیش تو پیدا کردم، ترا بکشم؟» کنانه گفت: آری.» پیغمبر بگفت تا خرابه را بکندند و قسمتی از گنج را آنجا یافتند، پیغمبر از باقیمانده آن پرسید و کنانه از تسلیم آن دریغ کرد، و پیمبر او را به زبیر بن عوام سپرد و گفت: « عذابش کن تا آنچه را پیش اوست بگیری» و زبیر چندان با مشت به سینه او کوفت که نزدیک بود جان دهد. آنگاه پیغمبر او را به محمد بن مسلمه داد که به انتقام برادر خود محمود بن مسلمه، گردنش را بزد.

### روایت ابن هشام
کنانه بن الربیع که صاحب گنج بنی نضیر بود، به نزد پیامبر آوردند. پیامبر درباره گنج ها پرسید. او از اینکه بداند آنها کجا هستند، انکار کرد. یک یهودی نزد پیامبر آوردند و او گفت که دیده است کنانه را هر روز صبح زود دیده که به دور خرابی ها می‌رفت. پیامبر به کنانه گفت: «آیا می‌دانی که اگر ما پی ببریم که تو گنج داری، تو را خواهیم کشت؟» کنانه گفت: «بله». پیامبر دستور داد که خرابه ها را کاوش کنند و مقداری از آن گنج‌ها پیدا شد. وقتی پیامبر از کنانه پرسید باقی گنج ها کجا هستند، کنانه از پاسخ دادن امتناع کرد که جایشان را لو بدهد. بنابراین پیامبر به زبیر بن العوام دستور داد که او را شکنجه کند تا جای گنج را لو دهد. پس زبیر با سنگ چخماق و فولاد بر سینه اش آتش افروخت تا نزدیک بود بمیرد. سپس رسول او را به محمّد بن مسلمه سپرد و او برای انتقام برادرش محمود، سرش را زد.

## تحلیلی و بررسی
داستان فوق در طبری و ابن هشام آمده است که هر دو می گویند آن را از ابن اسحاق گرفته اند; ابن اسحاق منبع خود را نام نمی برد.در هیچ یک از کتب سته به این داستان اشاره نشده است، مگر یک روایت در سنن ابی داوود، که در آن هم هیچ چیز در مورد شکنجه و اعدام کنانه نیامده.
ابن سعد به اعدام کنانه اشاره می کند اما هیچ اشاره ای به شکنجه ندارد.
برخی منبع این داستان را «غیر قابل تأیید» می دانند. شبلی نعمانی در 
داستان تردید دارد و معتقد است که کنانه به خاطر کشتن محمود بن مسلمه اعدام شد نه به خاطر پنهان کردن گنج.
چراغعلی نیز این روایت را «جعلی» خوانده و مدعی است کنانه به جرم «قتل خائنانه محمود بن مسلمه» اعدام شده است.